# Epipsychidion
Epipsychidion är ett släkte av insekter. Epipsychidion ingår i familjen dvärgstritar.
Kladogram enligt Catalogue of Life:
| Epipsychidion | \| \| Epipsychidion epipyropis \| \| \| \| \| \| Epipsychidion whitteni \| \| \| \| |
|               | \| \| Epipsychidion epipyropis \| \| \| \| \| \| Epipsychidion whitteni \| \| \| \| |
|               | Epipsychidion epipyropis                                                            |
|               |                                                                                     |
|               | Epipsychidion whitteni                                                              |
|               |                                                                                     |

## Bildgalleri

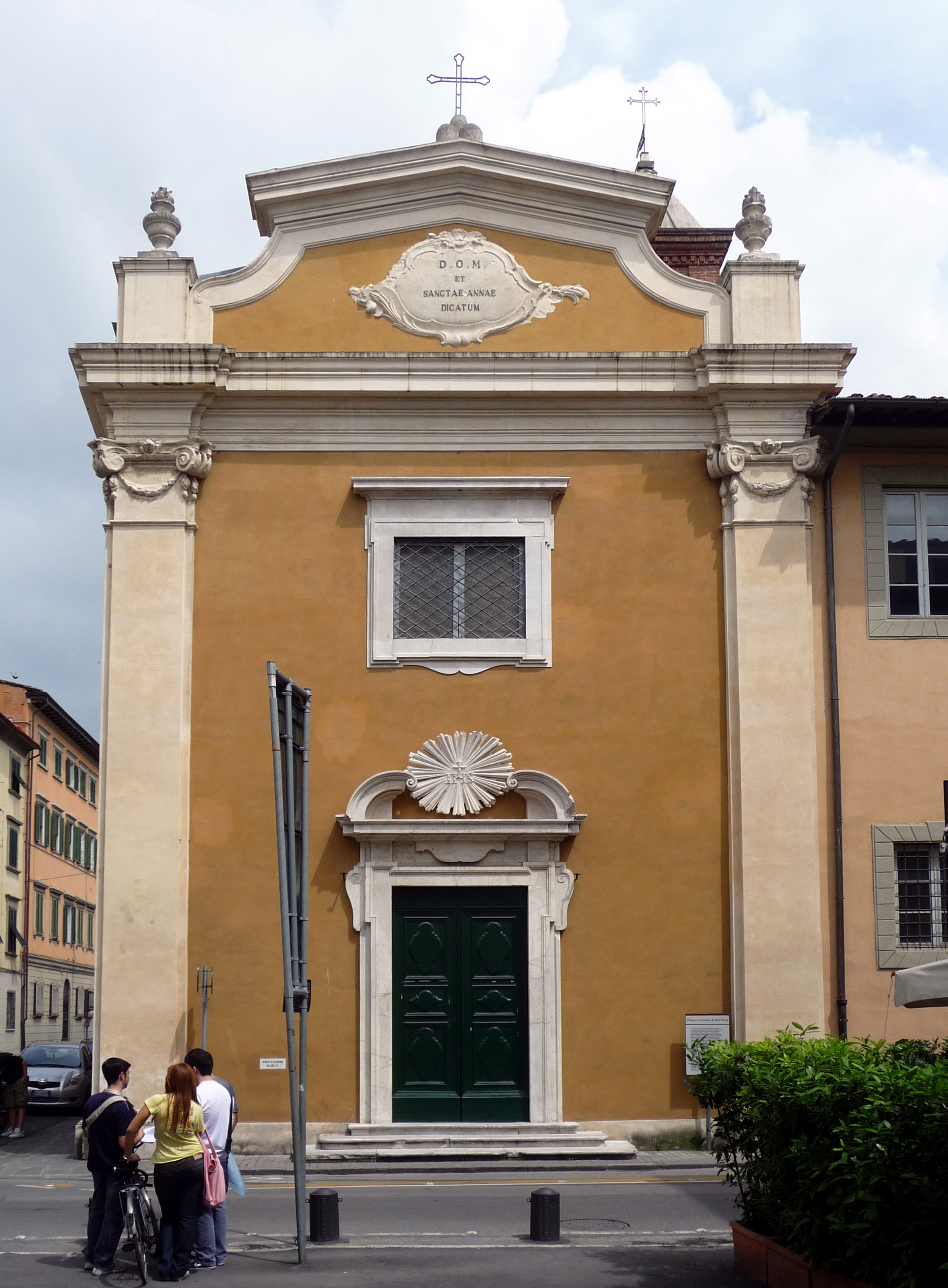